# Xestospongia proxima
Xestospongia proxima är en svampdjursart som först beskrevs av Duchassaing och Giovanni Michelotti 1864.  Xestospongia proxima ingår i släktet Xestospongia och familjen Petrosiidae. Inga underarter finns listade i Catalogue of Life.